# カラビニエーレ (駆逐艦)
カラビニエーレ（Carabiniere、「国家憲兵」の意）はイタリア王立海軍の駆逐艦。

## 推進機関
非常に強力なエンジンは、3基のヤーロー式ボイラーからそれぞれが一軸のプロペラシャフトを駆動する2基のパーソンズ製ギアードタービンに蒸気が供給され、49,000馬力を発揮して39ノット近い最高速を得たが、航続距離は長くなかった。

## 武装
主兵装は5門のアンサルド製120mm50口径砲で構成されており、1930年代からイタリア王立海軍の全ての級の駆逐艦と同じく2基の2連砲塔と、第一系統グループの他艦同様に120mm15口径照明弾発射砲に替えて1門を中央甲板室に搭載した。
対空兵装としては8門の1935年式20mm65口径砲を2連装4基搭載していた。
魚雷発射能力として3連装2基6門の533ｍｍ魚雷発射管を備え、対潜兵装として舷側方向の2基の爆雷投射機と爆雷34発を搭載し、さらに機雷64発を搭載した。

## 艦歴
海上公試は1938年12月から1939年1月に行われた。

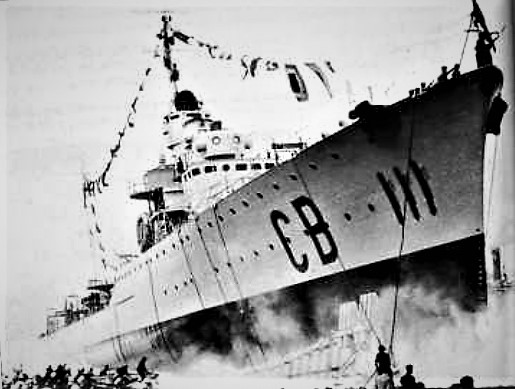
カラビニエーレの進水

第二次世界大戦のはじめ、カラビニエーレは同型艦のランチエーレ、アスカリおよびコラッツィエーレとともに第12駆逐艦部隊を形成していた。艦長はアルベルト・バッタリア中佐が務めた。
1940年6月11日に第11駆逐艦部隊の他の同型艦、第12駆逐艦部隊の僚艦、第11駆逐艦部隊（アルティリエーレ、アヴィエーレ、ジェニエーレ、カミチア・ネーラ）、第3巡洋艦分隊（重巡洋艦トレント、ポーラ、ボルツァーノ）および第7巡洋艦分隊（軽巡洋艦ムツィオ・アッテンドーロおよびエマヌエレ・フィリベルト・デュカ・ダオスタ）とともにシチリア海峡での哨戒任務に出撃した。
1940年7月7日18時40分、第12駆逐艦部隊の僚艦および重巡洋艦ポーラとともにアウグスタから出撃し、後にリビアへの輸送船団作戦で支援部隊と活動した帰りの第2艦隊の他艦（第1、第2、第3、および第7戦隊計10隻と第9、第10、第11および第13駆逐隊）と合流し、第1艦隊ととも合流して7月9日のカラブリア沖海戦に参加した。この戦闘からのイタリア艦隊の撤退中に、第12駆逐隊は魚雷での反撃を命じられたが、カラビニエーレだけは魚雷を発射せずに終わった。
10月5日の夕刻にリビアへの貨物船2隻（CV作戦）を護衛するためにターラントから出撃したが、イギリスの戦艦を目視したため港に引き返した。
11月26日の午後早く、ランチエーレ、アスカリ、第３巡洋艦分隊（重巡洋艦トレント、トリエステおよびボルツァーノ）とともにメッシーナから出撃し、決着がつかなかったスパルティヴェント岬沖海戦のイタリア艦隊の一部となった。この戦闘の最中の11月27日12時35分から12時41時の間、ランチエーレが英巡洋艦サウサンプトンの152mm砲弾の3発を被弾し、深刻な損傷を受けて航行不能に陥った。カラビニエーレはランチエーレを曳航するアスカリを支援し、ランチエーレは第3巡洋艦分隊の護衛を受けてカリアリまで低速で曳航された。

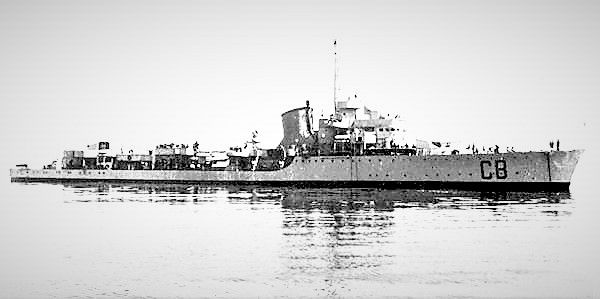
王立海軍の任務につくカラビニエーレ

1941年1月9日、駆逐艦アスカリ、フォルゴーレ、フルミーネとともにポルト・パレルモとピンケリオンのギリシャ軍陣地を砲撃した。
1月25日にアスカリおよびコラッツィエーレとともにギリシャのピンケラシを砲撃した。
1941年2月8日、ジェノバに対して攻撃を行うイギリス軍の編隊を迎え撃つため、コラッツィエーレ、第3巡洋艦分隊（重巡洋艦トレント、ポーラ、ボルツァーノ）とともにメッシーナから出撃し、その後戦艦ヴィットリオ・ヴェネト、チェザーレ、ドーリア、第10駆逐艦部隊（マエストラーレ、グレカーレ、リベッチオ、シロッコ）および第13駆逐艦部隊（フチリエーレ、グラナティエーレ）、ベルサリエーレ、アルピーノ）と合流したが、攻撃を防ぐことも、イギリス艦を発見することもできなかった。
3月12日と13日にコラッツィエーレ、アヴィエーレ、水雷艇デッツァおよび巡洋艦トレント、トリエステ、ボルツァーノとともにナポリからトリポリへと向かう輸送船団（兵員輸送船コンテ・ロッソ、マルコ・ポーロ、ビクトリア、駆逐艦フォルゴーレ、カミチア・ネーラ、ジェニエーレ）の間接護衛任務を務めた。
1941年3月26日5時30分に、最終的に第1巡洋艦隊全体と、駆逐艦アルフィエーリおよびカルドゥッチを失うと言う悲惨な結末となる、後にマタパン岬沖海戦と呼ばれることになる「ガウド」作戦に参加するためにコラッツィエーレおよびアスカリと第3巡洋艦分隊（トレント、トリエステ、ボルツァーノ）とともにメッシーナから出撃し、戦艦ヴィットリオ・ヴェネト、第1巡洋艦分隊（ザラ、ポーラ、フィウメ）、第8巡洋艦分隊（ジュゼッペ・ガリバルディ、ドゥーカ・デッリ・アブルッツィ）、第9駆逐艦部隊（アルフィエリ、オリアーニ、ジョベルティ、カルドゥッチ）、第13駆逐艦部隊（グラナティエーレ、ベルサリエーレ、フチリエーレ、アルピーノ）、第16駆逐艦部隊（ダ・レッコ、ペッサーニョ）などの他のさまざまな艦艇と合流した。この戦闘中に第12駆逐艦部隊はガウドの先頭に参加し、イタリア艦隊の撤退中に第3巡洋艦分隊の巡洋艦を護衛し、対空砲火で防御した。
1941年4月30日に重巡洋艦トリエステ、ボルツァーノ、軽巡洋艦エウジェニオ・ディ・サヴォイアおよび駆逐艦ジョベルティとアスカリ）とともにアウグスタとメッシーナから出撃して、ドイツアフリカ軍団への補給物資を積載した輸送船ビルマニア、マールブルク、レイヒェンフェルス、リアルト、キブフェルスからなる護送船団（駆逐艦エウロ）、フルミーネおよび水雷艇カストーレ、プロチオーネ、オリオーネが直接護衛していた）を間接護衛する任務に着いた。
6月25日に駆逐艦アヴィエーレ、ジョベルティ、ダ・ノーリによって護衛された兵員輸送船エスペリア、マルコ・ポーロ、ネプトゥニア、オチェアニアからなるナポリからトリポリへの護送船団の間接護衛任務につき、27日にターラントに停泊し、数回の航空攻撃を受けたのにもかかわらず（エスペリアが軽微な損傷を負った）目的地に到着した。
7月16日から18日にかけて、駆逐艦ジョベルティ、ランチエーレ、オリアーニ、ジェニエーレおよび水雷艇チェンタウロに直接護衛されてターラントからトリポリに向かう兵員輸送船マルコ・ポーロ、ネプトゥニア、オチェアニアからなる護送船団を巡洋艦トリエステおよびボルツァーノ、駆逐艦アルカリ、コラッツィエーレとともに間接護衛した。オチェアニアが英潜水艦アンビートゥンに直接攻撃されたにもかかわらず全艦艇が無事に目的地に到着した。
9月23日に、アヴィエーレとカミチア・ネーラに護衛されて、第12駆逐艦部隊の3隻とともにマルタの南東に機雷源を敷設した。
9月24日にイギリスの船団を阻止するために軽巡洋艦ドゥーカ・デッリ・アブルッツィ、アッテンドーロ、第3巡洋艦分隊（重巡洋艦重巡洋艦トレント、トリエステ、ゴリツィア）、第12駆逐艦部隊の残りの艦、第10駆逐艦部隊（マエストラーレ、グレカーレ、シロッコ）とともにパレルモから出撃したが不首尾に終わった。
10月21日にメッシーナ港で蒸気船モンテ・マッジョーレに衝突され、乾舷に損傷を受けたが短時間で修復された。
1941年11月21日8時10分にリビアへの2つの船団の間接護衛任務のためにカミチア・ネーラ、アヴィエーレ、コラッツィエーレ、ジェニエーレおよび軽巡洋艦ジュゼッペ・ガリバルディ、ドゥーカ・デッリ・アブルッツィとともにナポリから出撃した。この作戦は航空攻撃および水中からの攻撃（ドゥーカ・デッリ・アブルッツィと重巡洋艦トリエステが深刻な損傷を負った）を受けて失敗し、カラビニエーレはメッシーナに帰還するドゥーカ・デッリ・アブルッツィを護衛し、22日にシチリアで船団に追いついてからはコラッツィエーレおよび駆逐艦トゥルビネとともにレッジョに向かった。
12月13日に「M41」作戦（商船6、駆逐艦5および水雷艇1からなるリビアへの3つの護送船団）を護衛するために駆逐艦コラッツィエーレおよびジェニエーレとともにターラントから出撃したが、潜水艦による攻撃で輸送船2隻（ファビオ・フィルツィとカルロ・デル・グレコ）が沈没し、戦艦ヴィットリオ・ヴェネトが深刻な損傷を受けて壊滅的打撃を受けた。カラビニエーレは駆逐艦ヴィヴァルディ、ダ・ノリ、アヴィエーレ、ジェニエーレ、カミチア・ネーラおよび水雷艇リンチェとともにターラントに帰還するヴィットリオ・ヴェネトを護衛した。
1941年12月16日から17日にリビアへの「M42」輸送作戦および第1次シルテ湾海戦に参加した。
その後、第12駆逐艦部隊は解体され、カラビニエーレは第13駆逐艦部隊に編入させた。
1942年1月3日18時50分に、「M43」作戦（商船6、駆逐艦6および水雷艇5からなるリビアへの3つの護送船団）の間接護衛任務のために駆逐艦アスカリ、アルピーノ、アヴィエーレ、アントニオ・ピガフェッタ、ジェニエーレ、ダ・ノリ、カミチア・ネーラ、重巡洋艦トレント、ゴリツィア、戦艦リットリオ、チェザーレ、ドーリアとともにターラントから出撃した。1月5日に全ての商船は目的地に到着し、カラビニエーレを含む「リットリオ」グループは17日にターラントに帰還した。
1月22日、巡洋艦アッテンドーロ、デューカ・デッリ・アブルッツィ、モンテクッコリおよび駆逐艦ベルサリーエ、フチリエーレ、アルピーノとともにT.18作戦（駆逐艦ヴィヴァルディ、マルチェッロ、ダ・ノーリ、アヴィエーレ、ジェニエーレ、カミチア・ネーラおよび水雷艇オルサ、カストーレに護衛され、15,000トンの物資、戦車97両、車両271両、人員1,467名を積載したトーラントから出航した兵員輸送船ヴィクトーリアとメッシーナから出航した貨物船ラヴェッロ、モンヴィーゾ、モンジネヴロ、ヴェットール・ピサニで編成された船団）の近接支援戦力の一部となり、船団は24日にトリポリに到着したが、ヴィクトリアは雷撃機2機の攻撃で沈没した。
2月の半ばに第3巡洋艦分隊および第13駆逐艦部隊とともに地中海中央部の調査任務に割り当てられた。2月16日13時45分、この任務からターラントに帰投する際に英潜水艦P36に視認され、複数の魚雷で攻撃された。魚雷の1発がカラビニエーレの右舷に命中し、艦首が失われた。しかしながら、同艦は沈没を免れ、初めは旧式の水雷艇デッツァに曳航され、その後タグボートのインスタンカビーレに曳航されて2月17日8時30分にメッシーナに帰投した.
カラビニエーレはメッシーナで造船所での修理を受けるために単独で航行できるように仮の艦首を取り付けられた。この対策の成功を確認してから、同艦は1942年4月3日にメッシーナを離れ、ナポリで停泊した後に4月11日にリヴォルノに到着した。カラビニエーレはリヴォルノで建造中の同型艦カッリスタの艦首部分を取り付けられた。この修理に加えて、20mm機関砲2門、EC3/グーフォ（フクロウ）レーダーおよびブレダ54口径37mm機関砲が搭載された（後者は艦尾側の魚雷発射管群の場所に搭載された）。
1943年8月9日にジェノヴァに向かう第8巡洋艦分隊（軽巡洋艦ガリバルディおよびドゥーカ・ダオスタ）を護衛して、駆逐艦ジョベルティおよびミトラリエーレとともにラ・スペツィアを出航した。18時24分に編隊はプンタ・メスコ沖で英潜水艦シムーンに視認され、ガリバルディに向けて4発の魚雷が発射された。ジョベッティに魚雷が命中し、2つに割れて沈没する間にガリバルディは操艦で魚雷を避け、カラビニエーレも同様に回避した。カラビニエーレは爆雷でシムーンを攻撃し、損傷を与えた。

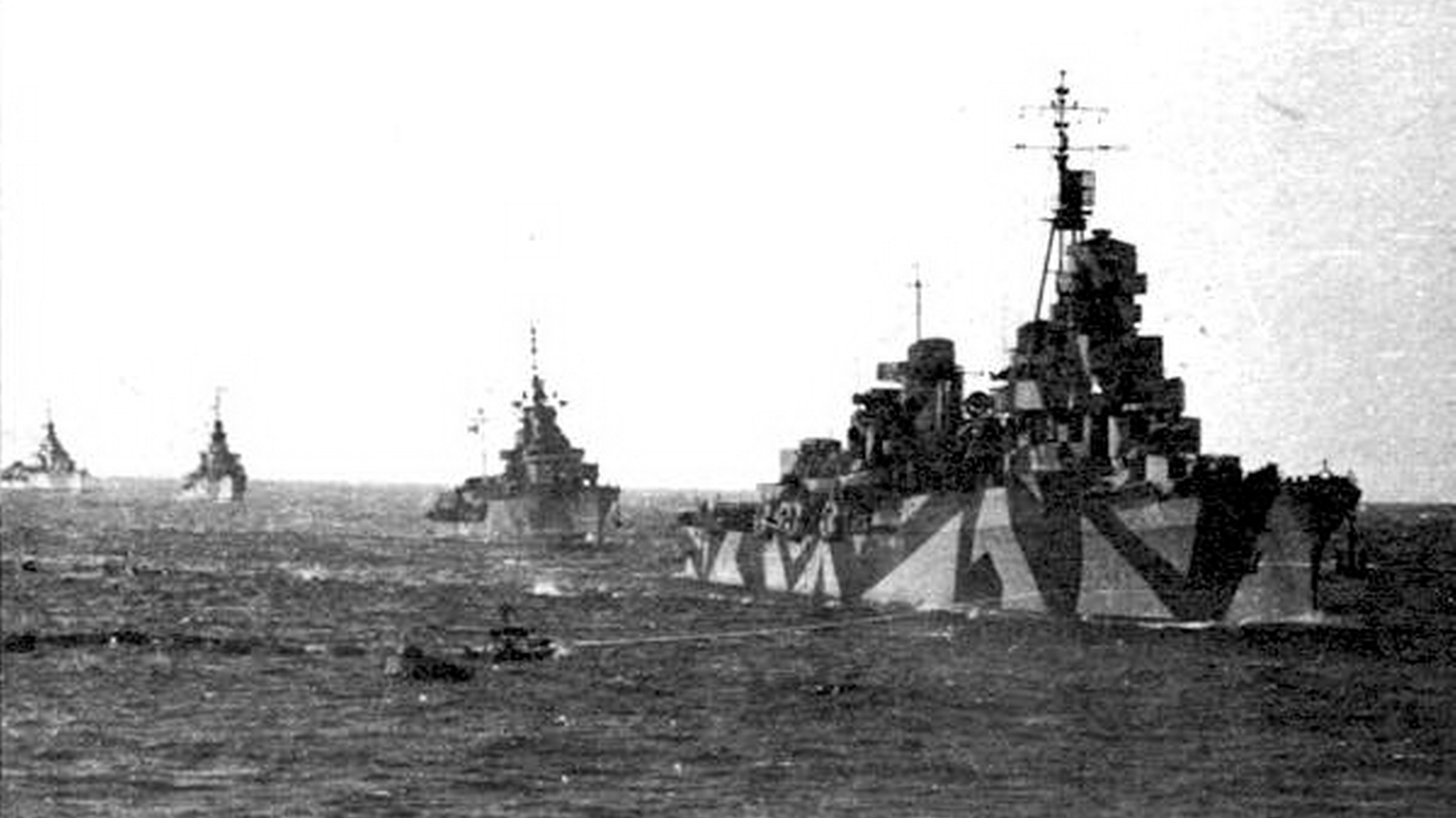
1945年1月23日にターラントに戻ってきたレゴーロ、ミトラリエーレ、フチリエーレおよびカラビニエーレ。カラビニエーレは一番左に位置している

イタリアの降伏が宣言された際には、同艦は艦隊の他艦（戦艦イタリア、ヴィットリオ・ヴェネト、ローマ、軽巡洋艦ジュゼッペ・ガリバルディ、アッティリオ・レゴロ、ドゥーカ・デッリ・アブルッツィ、エウジェニオ・ディ・サヴォイア、モンテクッコリ、駆逐艦アルティリエーレ、ミトラリエーレ、レジオナリオ、フチリエーレ、ヴェリーテ、グレカーレ、オリアーニ）とともにマルタで連合国に降参するためにラ・ペッツァを出航した。しかしながら9月9日15時15分、編隊はドイツのドルニエDo 217爆撃機に攻撃され、最初に戦艦イタリアが軽微な損傷を受け（船体の近くに爆弾が落下した）、その後15時42分に戦艦ローマが滑空爆弾の直撃を受け、甲板全層を貫通した後に竜骨の下で爆発し、船体の浸水、対空兵装の損傷および機関室が使用不能になる深刻な損傷を受けた（この結果、速力が16ノットに低下した）。10分後に2発目の爆弾がローマの弾薬庫に命中し、誘爆で壊滅的打撃を受け、19分後にはローマは二つに割れて転覆して1393名とともに沈没した。16時07分にカラビニエーレが属する第12駆逐艦部隊（ジャン・マリア・ボンジョアンニ大佐が指揮）はミトラリエーレおよびフチリエーレとともに沈没船の救助に派遣された。3隻の駆逐艦はあわせて503名を救助し、そのうち112名はカラビニエーレが救助した（残りの119名は軽巡洋艦アッティリオ・レゴロおよび水雷艇オルサ、ペガソおよびインペトゥオーソが救助した）。その後、カラビニエーレおよび他艦はバレアレス諸島のマオン港に進路を取り、08時30分に到着してローマの生存者を上陸させた。
1943年9月10日にミトラリエーレ、フチリエーレ、カラビニエーレおよびレゴロはマオン港に抑留され、イタリアに戻れるようになる1945年1月15日まで留め置かれた（ペガソとインペトゥオーソが沈没させられたものの、オルサも同様な運命をたどった）。アルジェに停泊した後、1月21日にターラントに到着した。
連合国との戦争の間に、カラビニエーレは161回の任務に付き（11回の偵察と護衛、1回の機雷敷設、6回の対潜戦闘、2回の沿岸からの砲撃、5回の輸送、42回の船団護衛、42回の移送、34回の訓練およびその他18回）、総計53,510カイリ（99,100km）を移動し、375日間航海した。
1945年1月にイタリアに戻ってから、2回の訓練および3回の移送の6回の任務に従事し、2321カイリ（4298km）を航海した。
それに続いて、同艦はセイロン行きを命じられ、1945年4月25日に艦長となったと見られるファビオ・ターニ少佐の指揮の下、（イタリア製グーフォ・レーダーをイギリス製タイプ291に換装し、イギリス艦として識別されるように迷彩塗装を塗り替える作業のあとで）5月8日にターラントを出航し、イタリアが1945年7月15日に宣戦布告した日本に対する連合国の一員としての作戦に従事するために困難な航海（同艦は外洋での航海向けの設計ではなく、乗組員も未経験だった）の後で5月31日にコロンボに到着した。
カラビニエーレ（セイロン東岸のトリンコマリーを拠点とした）はイギリス艦の護衛（特に航空母艦）と墜落した航空機の乗員救助任務に割り当てられ、1945年8月までの3ヶ月間の行動中に38回の任務を担当した。敵対行為のあと、イタリア兵はセイロンの司令部に出頭し、彼らが尊重し、尊敬を得てきたイギリスの御同盟国に別れを告た。東洋艦隊の司令官パワー提督は、イタリア兵の功績にイタリアの勲章を与えることができなかったため、ターニ司令官にイギリス軍と達成した任務ごとの38個のルビーが付いた金時計を授与することにした。ターニ司令官は38人のイタリア兵捕虜の解放と引き換えに贈り物を辞退した。ターニ司令官はセイロンの捕虜収容所から解放され、託された38人の兵士を連れて帰国した。

### 艦長
- ニコラ・ベデスキ中佐（1900年7月31日、アンコナ生まれ、1939年1月12日 - 1940年1月10日）
- アルベルト・バッタリア中佐（1900年4月25日、ミルテト生まれ、1940年1月11日 - 10月）
- マリオ・レンツァーニ中佐（1899年3月22日、リヴォルノ生まれ、1940年10月 - 1941年3月）
- ジャコモ・シッコ中佐（1900年3月19日、トリノ生まれ、1941年3月 - 1942年6月）
- ウーゴ・アヴェラルド中佐（1901年4月4日、リヴォルノ生まれ、1942年7月 - 1943年3月）
- ジャン・マリオ・ボジョアンニ中佐（1904年3月19日、アルカモ生まれ、1943年）

### イタリア海軍での就役
平和条約の条項に基づいて、第二次世界大戦を生き延びたグラナティエーレ}やカラビニエーレなどのソルダティ級の何隻かはイタリア海軍の一部となった。
イタリアが1953年にNATOの一員になってから、同艦はそれまでの識別記号CBにかえてペナント・ナンバーD551が付与された。

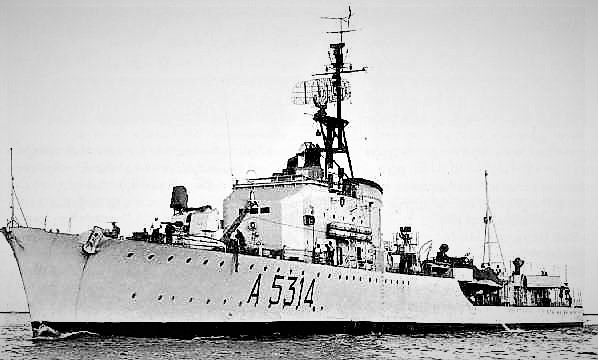
実験船に転換された後のカラビニエーレ

1953年2月に、アーセナル海軍工廠で近代化改修を受け始め、2年以上あとの1955年4月に完了した。これらの作業の後で、同艦の外観は著しく変更され、檣楼が艦尾側に延長され、それにあわせて舷側も高くされたが、これらの新しい構造に艦橋、射撃指揮所、艦の全てのセンサー（レーダー、探信儀など）の情報が集約されるアメリカ海軍官邸のCIC（戦闘情報センター）同様のCOC（戦闘指揮所）が含まれていた。
主兵装は、2基の2連装アンサルドModel 1926 50口径120mm砲のうち、1基は取り除かれ、120mm50口径砲3門を檣楼上に1門、後部甲板室上に2門が2つの防御システムとして再構築され、全ての対空兵器も撤去されて、煙突の後と中央部の甲板室の3つの複合構造の6門のボフォース 40mm機関砲に置き換えられ、対潜兵装はマスト後部の2基のM型投射機と、艦尾に2基のドイツ式投射機を備え、4基それぞれに爆雷装填器が装備された。
電子装備としては、アメリカ製「QGB」式探信儀が装備され、航法および水面上探索レーダーと対空用にAN/SPS-6レーダーが装備された。
この新しい構成で、同艦は1958年に予備役に編入されるまでチーム行動に参加し、その後、マリペルマン・ラ・スペツィアで新しい兵器と装備を試験するための艦として再編成された。

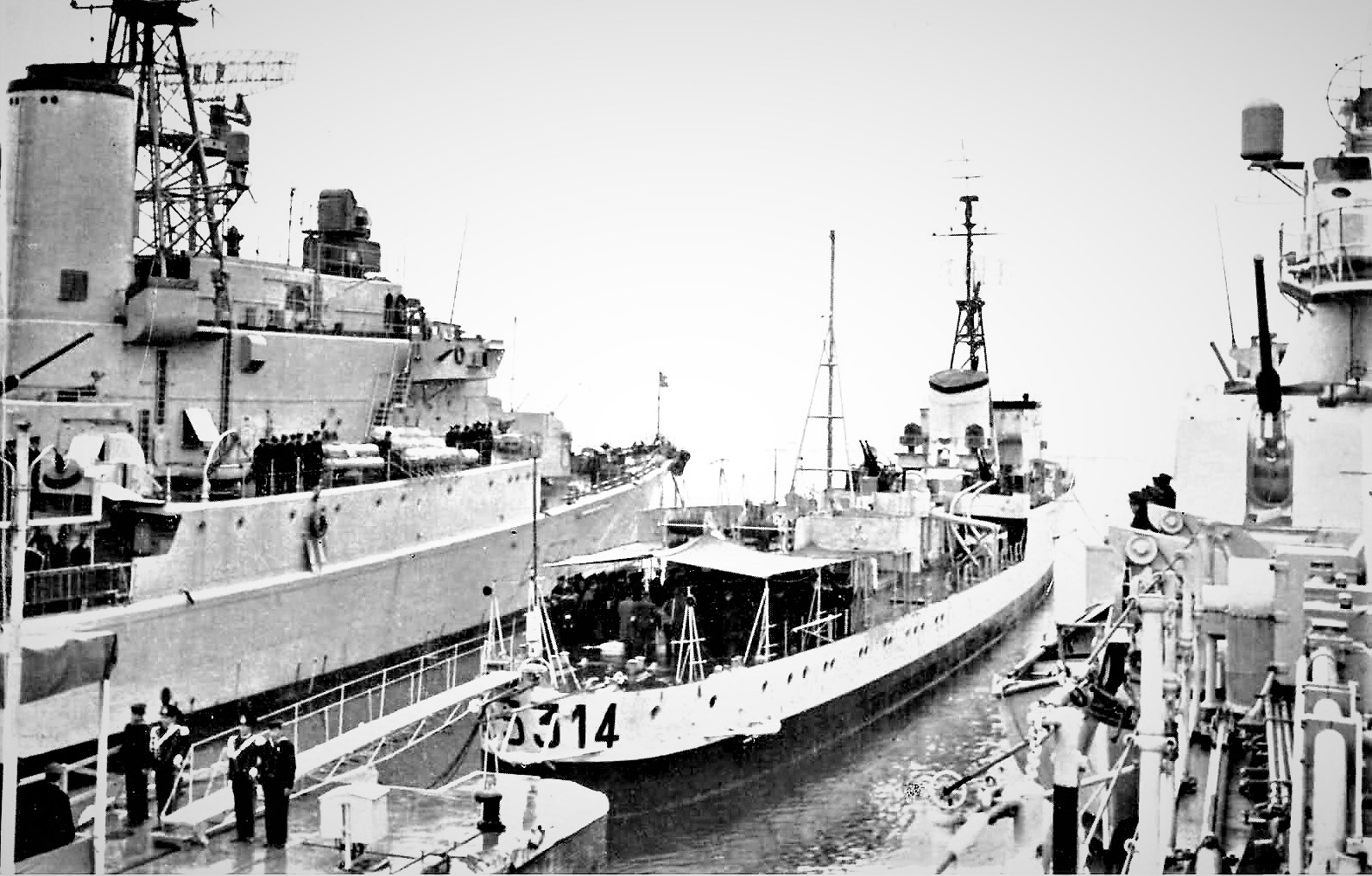
カラビニエーレの旗の最後の降納

1960年12月1日からカラビニエーレは新しいペナント・ナンバーA5314を割り当てられ、再び実験船に再分類されて使用された。1964年に予備役に編入され、1965年1月14日の夕刻に艦艇旗の最後の降納の儀式ととものラ・スペツィア港のドックで、イントレピドとインパヴィードの間に係留された。
実験船として使用されたこの期間に、オート・メラーラ社のMMI型76mm62口径_砲が長期間テストされ、
1960年代にカルロ・ベルガミーニ級フリゲートやアルピーノ級フリゲート、ドーリア級ミサイル巡洋艦およびヘリコプター搭載巡洋艦ヴィットリオ・ヴェネトに搭載され、10年後に駆逐艦アウダーチェ級駆逐艦が就役すると76mm62口径コンパクト砲に置き換えられた。

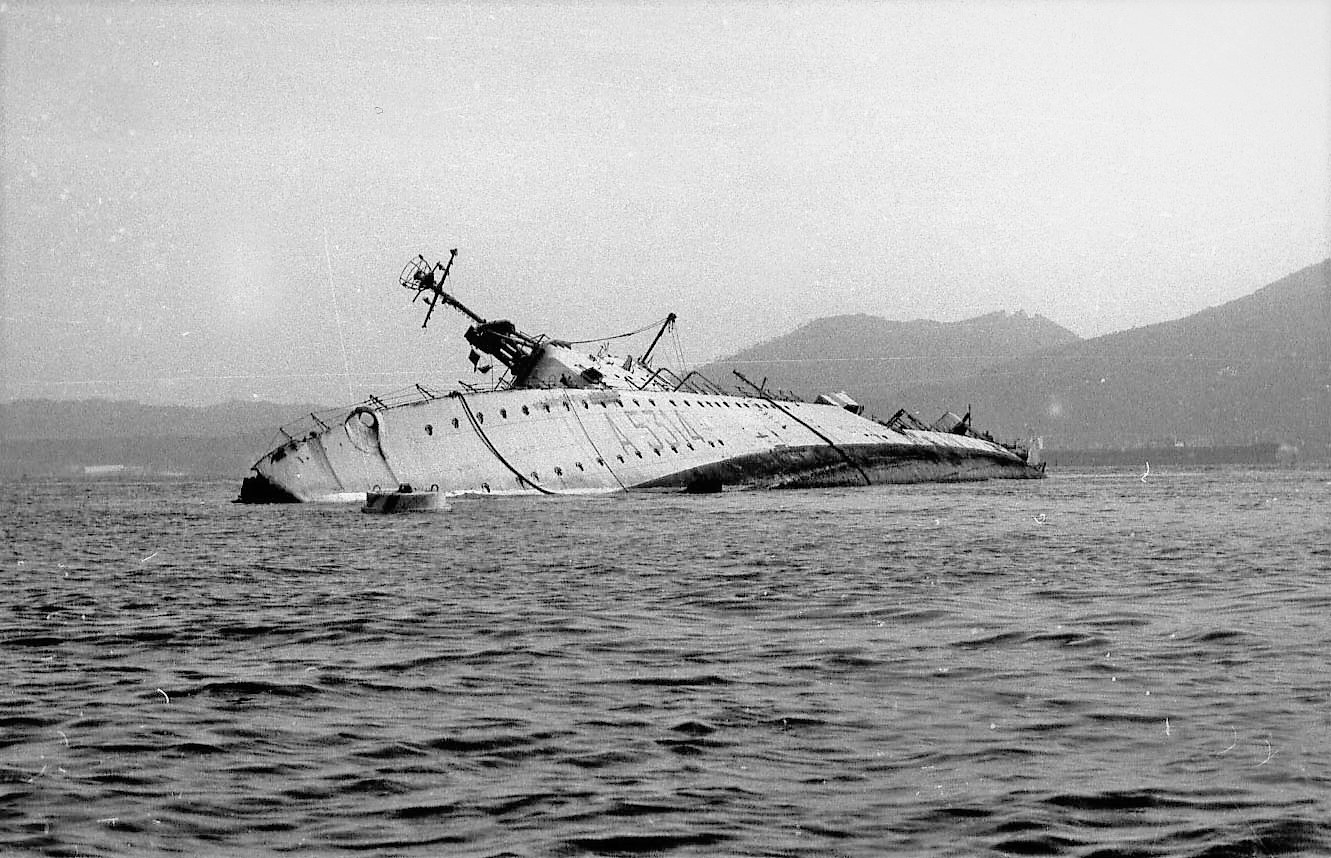
1978年に沈没したカラビニエーレ

武装解除された後で、浮力が不安定になり、解体を待つ間ヴァリチェッラ・ダムエリアに係留されてフリゲート艦アルタイルが引き継ぐ1970年代初頭までカラビニエーレはヴァリニャーノで潜水奇襲攻撃部隊の標的にされた。
1978年3月にオルトーナの造船所で解体されるために売却され、造船所へ移送するために曳航され始めるとすぐに荒れた海と、その間に多数の水漏れが発生していたことから、ラ・スペツィアの防波堤のすぐ外で浸水し始め、岸に曳き戻そうとしたが、右舷側に倒れて浅い海底に沈み、ほとんどの部分が海面上に出たままになった。
沈没後数ヶ月経って回収され、カラビニエーレの残骸はラ・スペツィアの造船所で解体された。

## 名称
国家憲兵に敬意を表した同艦の名称は、1909年に進水した同名の前艦から継承され、1968年に就役したアルピーノ級フリゲートに引き継がれ、1993年からは前任者同様に実験艦としての任務について2008年11月19日にラ・スペツィア工廠で最後の降納式を迎え、現在のマルチミッションフリゲート、F593に引き継がれた。